# Gert-Jan Schep
Gert-Jan Schep (Voorburg, 24 november 1986) is een Nederlands zwemmer, met name de 50 en 100 meter vrije slag, de 100 meter rugslag en de 200 meter wisselslag.
Schep zwemt in de S8 klasse. Hij heeft sinds zijn geboorte een vorm van CP, wat zich uit in spasmen in zowel zijn armen als benen.
Schep kwam voor Nederland uit op de Paralympische Zomerspelen in Athene.
In het dagelijks leven volgt hij (anno 2008) een opleiding marketing & communicatie aan het Johan Cruijff College te Nijmegen. Hij rondde eerder een CIOS-opleiding in Goes af.

## Erelijst (selectie)
- 2004 - Athene; vijfde plaats op de 200 meter wisselslag
- 2004 - Athene; vijfde plaats op de 50 meter vrije slag
- 2004 - Athene; zesde plaats op de 100 meter rugslag
- 2005 - Wereldrecord op de 100 meter wissel (korte baan)
- 2005 - Europees record op de 50 meter vrije slag (kb)
- 2005 - Europees record op de 100 meter vrije slag (kb)
- 2006 - Europees record verbeterd op de 100 meter vrije slag (kb)
- 2007 - Wereldrecord op de 200 meter wisselslag (kb)
- 2007 - Wereldrecord op de 200 meter rugslag (kb)
- 2007 - Europees record op de 100 meter vrije slag verbeterd